# Skau
Skau est une localité du comté de Nordland, en Norvège.

## Géographie
Administrativement, Skau fait partie de la kommune de Bodø.